# Ruta de Nueva Jersey 139
La Ruta 139 es una carretera estatal en Jersey City, extendiéndose desde Pulaski Skyway al este de Túnel Holland. La parte occidental de la ruta es de dos niveles que operado por el Departamento de Transporte de Nueva Jersey como dos carreteras separadas: Las 1,45 millas (2,3 km) inferiores entre la U.S. Route 1/9 en Tonnele Circle y la Interestatal 78, y las 0,83 millas (1,3 km) superiores de la carretera que pasan desde la Ruta de Condado 501 (Kennedy Boulevard) hasta la Interestatal 78. Las 1,32 mi (2,1 km) de la ruta, cerca del Túnel Holland, pasa concurrentemente con la Interestatal 78 en un carril de un solo sentido en la Calle 12 al este y en la Calle 14 al oeste. Incluyendo la concurrencia, la longitud total de la Ruta 139 es 2,77 mi (4,5 km).